# 舒瓦西欧巴克
舒瓦西欧巴克（法語：Choisy-au-Bac，法語發音：[ʃwazi o bak]）是法国瓦兹省的一个市镇，属于贡比涅区。

## 地理
舒瓦西欧巴克（49°26'19"N, 2°52'39"E）面积15.86 平方千米，位于法国上法蘭西大區瓦兹省，该省份为法国北部内陆省份，北起索姆省，西接厄尔省和滨海塞纳省，南至塞纳-马恩省和瓦兹河谷省，东临埃纳省。
与舒瓦西欧巴克接壤的市镇（或旧市镇、城区）包括：克莱鲁瓦、贡比涅、让维尔、隆格伊-阿内勒、勒普莱西布里永、勒通德、圣克雷潘欧布瓦。

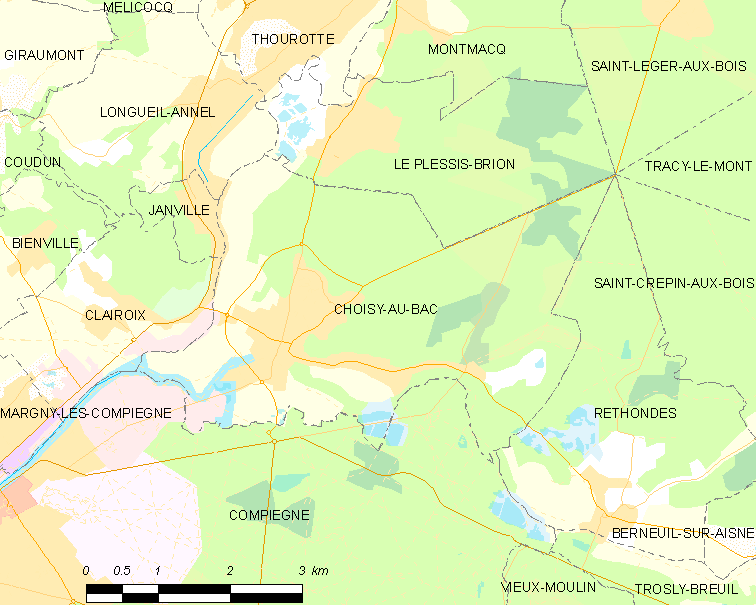
舒瓦西欧巴克的OSM定位图

舒瓦西欧巴克的时区为UTC+01:00、UTC+02:00（夏令时）。

## 行政
舒瓦西欧巴克的邮政编码为60750，INSEE市镇编码为60151。

## 政治
舒瓦西欧巴克所属的省级选区为贡比涅第一县。

## 人口

1962-2008年间舒瓦西欧巴克人口变化图示

舒瓦西欧巴克于2022年1月1日时的人口数量为3386人。